# Рафаель Бомбеллі
Рафаель Бомбеллі (італ. Rafael Bombelli; близько 1526–1572) — італійський математик, інженер-гідравлік.
Працював у Болонії. Автор «Алгебри» (L'Algebra), складеної близько 1560 року і виданої у 1572. У цій книзі першим оцінив користь уявних величин, зокрема для розв'язку рівнянь третього степеня.
На його честь названо астероїд 17696 Бомбеллі.